# Jigdo
jigdo (англ. jigsaw download) — инструмент для распространения файлов через интернет. Используется, например, для распространения образов CD, DVD или BD дисков. Файл с расширением «.jigdo» представляет собой архив gzip, содержащий один текстовый файл. Текстовый файл содержит информацию о частях файла и список ссылок на источники, из которых можно скачать части файла. В качестве источников могут выступать локальные (НЖМД, оптический диск и т. п.) или сетевые (один или несколько серверов и их зеркала) хранилища. В отличие от протокола BitTorrent, который работает по принципам одноранговой сети (клиент-клиент), в jigdo используется клиент-серверная модель.
jigdo выпущен под лицензией GNU General Public License и является свободным ПО.

## Назначение
jigdo позволяет экономить место на сервере, не дублируя многократно одни и те же файлы внутри разных образов CD или DVD, и снизить нагрузку на сервер. Также jigdo позволяет кешировать на прокси-сервере файлы внутри образа. Кроме того, jigdo позволяет использовать несколько источников одновременно, что ускоряет скорость загрузки и делает загрузку более устойчивой к прерываниям соединения.
jigdo является официальным средством распространения Debian, хотя изначально создавался не для этого. Также используется для скачивания дистрибутива Fedora, начиная с 9-й версии.

## Использование
При выполнении команды jigdo-lite с адресом файла .jigdo в качестве аргумента программа загружает указанный файл и файл-шаблон, .template, после чего пользователь выбирает источники данных или указывает их вручную. После этого jigdo производит поиск требуемых файлов (составных частей образа) в выбранных источниках, загружает их и создаёт из них целевой образ установочного носителя.
Утилита jigdo-file используется для создания файлов .jigdo и .template для последующего создания целевых образов.
В рамках проекта Fedora разработан графический интерфейс на Python, pyJigdo.

## История
Debian доступен через jigdo по меньшей мере с 09.01.2002.
Ubuntu доступна через jigdo по меньшей мере с 12.11.2004.
С мая 2005 года (выпуск jigdo версии 0.7.3) jigdo не разрабатывается, выпускаются лишь обновления, связанные с безопасностью, и исправления критических ошибок.
Fedora доступна через jigdo по меньшей мере с 05.02.2008. Fedora 15 стал последним выпуском Fedora, который можно было загрузить с помощью jigdo.
Согласно автоматизированной системе оценки популярности пакетов Debian, на 1 июня 2015 года jigdo установлен у 2320 пользователей Debian, что составляет 1,28 % от числа всех пользователей дистрибутива, отправляющих информацию об используемых пакетах.
Согласно автоматизированной системе оценки популярности пакетов Ubuntu, на 1 июня 2015 года jigdo установлен у 7494 пользователей Ubuntu.